# Bhrikuti (Kapilbastu)
Bhrikuti (Nepali भृकुटी) ist eine Stadt (Munizipalität) im mittleren Terai Nepals im Distrikt Kapilbastu. 
Bhrikuti liegt nordwestlich der Distrikthauptstadt Kapilavastu an der Fernstraße Mahendra Rajmarg.
Die Stadt Bhrikuti entstand im September 2015 durch Zusammenlegung der Village Development Committees (VDCs) Barakulapur, Budhi, Hariharpur und Rajpur.
Die Stadt wurde nach Bhrikuti, der Göttin des Stirnrunzelns, benannt.
Die Stadtverwaltung befindet sich in Budhi.
Das Stadtgebiet umfasst 149,8 km².

## Einwohner
Bei der Volkszählung 2011 hatten die VDCs, aus welchen die Stadt Bhrikuti entstand, 26.282 Einwohner.